# Tolhuislanden
Tolhuislanden is een buurt aan de noordkant van het buitengebied van de wijk Berkum van de gemeente Zwolle.

## Beschrijving
Tolhuislanden wordt aan de westzijde begrensd door de A28. Aan de oostzijde grenst het aan de gemeente Dalfsen. Ten zuiden ligt het industriegebied Hessenpoort. Het is landelijk agrarisch gebied, dat tegenwoordig gekenmerkt wordt door vier grote windmolens van Windpark Tolhuislanden nabij de spoorlijn Zwolle-Meppel en de A28 nabij de buurtschap De Lichtmis. Dit windmolenpark is ontstaan als initiatief van drie agrarische ondernemers onder de naam Tolhuis Wind BV. Vlak daarnaast (ten noorden van dit windmolenpark) staan op gebied van gemeente Dalfsen nog eens vier windmolens van hetzelfde type van Windpark Nieuwleusen-West.
In november 2012 werd een nieuw bestemmingsplan voor het gebied van kracht, dat een visie presenteert op het gebied Haerst-Tolhuislanden als één geheel. De belangrijkste punten van dit plan zijn conservering van het landelijk karakter dat gekwalificeerd wordt als "agrarisch met waarden – natuur en landschap". Door het gebied lopen hoogspanningsleidingen. Ook is een maximale bebouwingshoogte vastgesteld van maximaal 40 meter hoogte, in verband met de militaire laagvliegroute die over een gedeelte van het gebied loopt.
Wijken: Aa-landen · Assendorp · Berkum · Binnenstad · Diezerpoort · Hanzeland · Holtenbroek · Ittersum · Kamperpoort-Veerallee · Marsweteringlanden · Poort van Zwolle · Schelle · Soestweteringlanden · Stadshagen · Vechtlanden · Westenholte · Wipstrik

Buurten: Aalanden-Midden · -Noord · -Oost · -Zuid · Bagijneweide · Berkum · Binnenstad-Noord · -Zuid · Bollebieste · Breecamp · Breezicht · Brinkhoek · De Tippe · Dieze-Centrum · Frankhuis · Gerenbroek · Gerenlanden · Geren · Haerst · Hanzeland · Harculo en Hoog-Zuthem · Herfte · Het Noorden · Hogenkamp · Holtenbroek I · II · III · IV · Indische Buurt · Ittersumerbroek · Ittersumerlanden · Kamperpoort  · Katerveer-Engelse Werk · Langenholte · Mastenbroek · Meppelerstraatweg-Zuid · Milligen · Nieuw-Assendorp · Noordereiland · Oldenelerbroek · Oldenelerlanden-Oost · -West · Oud-Assendorp · Oud-Westenholte · Oud Ittersum · Oud Schelle · Pierik · Schelle-Zuid en Oldeneel · Schellerbroek · Schellerhoek · Schellerlanden · Schildersbuurt · Schoonhorst · Spoolde · Stadsbroek · Stationsbuurt · Tolhuislanden · Veerallee · Veldhoek · Vreugderijk · Werkeren · Westenholte-Stins · Wezenlanden · Wijthmen · Windesheim · Wipstrik-Noord · -Zuid · Zwolle-Zuid

Bedrijventerreinen: Floresstraat · Hanzeland · Hessenpoort · Marslanden (-Noord · -Zuid) · Oosterenk · Voorst (Voorst-A · Voorst-B · Voorst-C) · Voorsterpoort · De Vrolijkheid